# Conrad Drzewiecki
Conrad Drzewiecki (* 14. Oktober 1926 in Posen; † 25. August 2007 ebenda) war ein polnischer Balletttänzer und Choreograph.
Drzewiecki war von 1951 bis 1958 Solotänzer an der Oper in Posen und trat in den Hauptrollen in Dyla Sowizdrzał und Der Zauberlehrling auf. 1956 gewann er beim Internationalen Ballettwettbewerb in Vercelli den Primo Premio Assoluto als Solotänzer. In den Folgejahren vervollkommnete er in Paris seine Ausbildung in den Bereichen des klassischen Tanzes, des Jazztanzes und
des ethnischen Tanzes und trat international mit französischen Truppen auf.
1963 kehrte er nach Posen zurück und wurde Choreograph und Ballettmanager an der Oper. Erfolge hatte er hier etwa mit Maurice Ravels La Valse, Igor Strawinskis Geschichte vom Soldaten, Georg Friedrich Händels Wassermusik und dem Adagio von Tommaso Albinoni.
Im Jahr 1973 verließ er mit einer Gruppe von Tänzern die Posener Oper und gründete das Polski Teatr Tańca – Balet Poznański, das er bis 1987 leitete. Hier schuf er einen eigenen Tanzstil, indem er modernen Tanz mit Elementen des klassischen und des folkloristischen Tanzes verband. Wichtige Choreographien entstanden unter anderem zu Krzesany von Wojciech Kilar, der Pavane pour une infante défunte von Maurice Ravel, dem Epitafium dla Don Juana von Eugeniusz Rudnik, der Dritten Sinfonie von Karol Szymanowski, den Odwieczne pieśni von Mieczysław Karłowicz und dem Stabat Mater von Krzysztof Penderecki. Er unternahm mit dem Ballett zahlreiche Tourneen durch Europa und nahm unter anderem an den Internationalen Tanzfestivals in Paris und Chateauvallon, dem Baletto Oggi in Bari, dem Festival Musica Sacra in Mailand, den Intercontri Musicali Romani, den Bregenzer Festspielen und den Berliner Festtagen teil.
Daneben gab er Gastspiele in Havanna, Amsterdam, Berlin, Malmö und Prag, war von 1971 bis 1980 künstlerischer Leiter der Ballettschule Posen, unterrichtete als Gast an der Juilliard School und war Juror bei internationalen Ballettwettbewerben in Varna und Monte Carlo. Nach seinem Ausscheiden 1987 wurde Ewa Wycichowska Leiterin des Polski Teatr Tańca. Drzewiecki wirkte weiter als Choreograph an Opern- und Schauspielhäusern, arbeitete mit dem Lieder- und Tanzensemble Śląsk zusammen und produzierte mit dem polnischen Fernsehen etwa 20 Ballettfilme.
Zum 25. Jahrestag des Bestehens choreographierte er für das  Polski Teatr Tańca das Pieśń Roksany und Isoldes Liebestod. Für seine Arbeit wurde er mit dem Staatspreis Ersten Grades für die Förderung der polnischen Kultur im Ausland, dem Kulturpreis der Stadt Posen und 2006 mit der Goldenen Gloria-Artis-Medaille für kulturelle Verdienste ausgezeichnet.